# Tolpia bipars
Tolpia bipars är en fjärilsart som beskrevs av George Francis Hampson 1907. Tolpia bipars ingår i släktet Tolpia och familjen nattflyn. Inga underarter finns listade i Catalogue of Life.